# La ciudad de las damas
El libro de la ciudad de las damas (Le Livre de la Cité des Dames, libro terminado en 1405) es la obra literaria más famosa de la poeta francesa Christine de Pizan. Está considerada una obra clave en la querella de las mujeres.
El libro es la respuesta de Pizan al popular Roman de la Rose, de Guillaume de Lorris, que había acabado Jean de Meung. Las afirmaciones que hay en el Roman de la Rose sobre las mujeres son combatidas por Pizan mediante una ciudad alegórica: Pizan defiende a las mujeres citando una amplia gama de figuras femeninas ilustres, que estarán «alojadas» en la Ciudad de las Damas. A medida que Pizan construye su ciudad, nombra a mujeres ilustres para defenderse de los argumentos misóginos vertidos por numerosos y sabios autores. Cada mujer nombrada va a ser un ejemplo de esa contraargumentación. 

## Estilo
Pizan emplea el idioma francés para componer el libro, pero a menudo usa la sintaxis y las convenciones de estilo latino dentro de su prosa francesa. Utiliza el estilo del alegato jurídico, que habría conocido por múltiples juicios que tuvo que hacer en defensa de sus intereses y por la convivencia con su esposo, que fue secretario del rey. Así pues, Pizan escribe en defensa de las mujeres utilizando la dialéctica de los escritos jurídicos. También utilizará muchas expresiones coloquiales y rasgos de la lengua hablada: «¿Qué más decirte, querida?» (parte I, XLVIII).

## Estructura
La obra está dividida en tres partes o libros. Cada una de estas partes está dividida a su vez en capítulos: 48, 69 y 19, respectivamente. En cada parte, la autora tiene como interlocutora a una de las damas que se le han aparecido para ayudarle a construir la ciudad que servirá de refugio y defensa a las mujeres virtuosas. 
En la primera parte, la Razón (Raison) le ayudará a quitar los juicios negativos sobre las mujeres para construir la ciudad con unos cimientos fuertes y duraderos: las virtudes. Con la Rectitud (Droiture) construirá los muros y los bellos edificios. Con la Justicia la poblará con mujeres ilustres de toda época y condición, con el único requisito de «no ser frívolas ni casquivanas».

### Parte I
La parte I comienza con Christine leyendo el Libro de Las lamentaciones de Mateolo, una obra del siglo XIII que trata del matrimonio, y en la que el autor escribe que las mujeres hacen miserables las vidas de los hombres. Al leer estas palabras, Christine se avergüenza de ser mujer: «Abandonada a estas reflexiones, quedé consternada e invadida por un sentimiento de repulsión, llegué al desprecio de mí misma y al de todo el sexo femenino, como si Naturaleza hubiera engendrado monstruos». Christine considera entonces que las mujeres han de ser de verdad malas: «pensaba que sería muy improbable que tantos hombres preclaros [...] hubieran podido discurrir de modo tan tajante y en tantas obras que me era casi imposible encontrar un texto moralizante... sin toparme antes de llegar al final con algún párrafo o capítulo que acusara o despreciara a la mujeres».
Pero, de repente, un rayo de luz le anuncia la presencia de tres damas coronadas: la Razón, la Rectitud y la Justicia, que se le aparecen y le dicen que están allí por mandato divino, y le aconsejan que "dé la vuelta" a lo escrito contra las mujeres y escriba a favor de ellas, y cada dama le dirá cuál será su función al ayudarle a construir la ciudad. 
La Razón ayuda a Christine a construir las paredes externas de la ciudad, responde a las preguntas de Christine sobre por qué hablan mal de las mujeres algunos hombres, y le ayuda a preparar el terreno sobre el que se construirá la ciudad. Le dice: «coge la azada de tu inteligencia y cava hondo. Por donde veas el trazado de mi regla, cava un foso profundo. Yo te ayudaré cargando la tierra en cestas que llevaré a hombros». Construirá la ciudad con «altas y fuertes murallas con anchas y hermosas torres» que nadie podrá derribar. Los materiales son las mujeres del pasado. Así, Semíramis será la piedra clave para la futura ciudad, que reflejará algo de esa viuda heroica, igual que de otras mujeres como Fredegunda, reina de Francia; Blanca de Castilla, madre de San Luis, y Juana de Borbón, viuda del rey Carlos V.
Mientras van trabajando, hablan de temas que le preocupan a Pizan: las causas de por qué los hombres difaman a las mujeres y las múltiples prohibiciones y limitaciones impuestas: a cada uno de los planteamientos, la autora contrapone ejemplos de mujeres que superaron ampliamente esos prejuicios misóginos.

#### Mujeres nombradas
Estas son las mujeres nombradas en la Parte I:
- María Magdalena
- Reina de Saba
- Fredegunda
- Blanca de Castilla
- Juana de Borbón
- Blanca de Francia
- Duquesa de Anjou
- Semíramis
- Amazonas: Tamiris, Melanipe, Hipólita, Pentesilea
- Zenobia
- Artemisa II de Caria
- Lilia, madre de Teodorico
- Camila
- Berenice de Capadocia
- Clelia
- Cornificia
- Proba la Romana
- Safo
- Manto
- Medea
- Circe
- Carmenta
- Minerva
- Ceres
- Isis
- Aracne
- Pánfila[15]
- Timarete
- Irene
- Iaia
- Marcia
- Sempronia
- La mujer fuerte[16]
- Gaia Cirila
- Dido
- Ops
- Lavinia

### Parte II
El trabajo de edificación continuará con la dirección de la Rectitud, que ayudará  a levantar los edificios y las calles. «Anda: mezcla con tinta este mortero y usa sin reparos esta argamasa, porque yo te proveeré con gran cantidad de ella». Las conversaciones articulan esta segunda parte, en la que destacan las virtudes femeninas que rigen la ciudad: amor filial, constancia, castidad, fidelidad y amor conyugal. Durante siglos, se ha negado que las mujeres tengan esas virtudes, pero la Rectitud pondrá más de setenta y dos ejemplos que desbaraten esa negación.
Christine y la Rectitud hablan también sobre la institución del matrimonio, y abordan las afirmaciones de los hombres sobre las malas cualidades que aportan las mujeres a la unión conyugal. La Rectitud corrige el concepto con ejemplos de mujeres que amaron a sus maridos y actuaron virtuosamente, y señala que no se ocupará de las mujeres malas «porque no representan la naturaleza femenina, sino a su perversión.» (XIII). Esta defensa tan apasionada del matrimonio responde a la postura humanista y laica que defendía el matrimonio frente al celibato. Por lo tanto, defender el matrimonio era algo asociado a la defensa de las mujeres.
Otro de los temas fundamentales de esta parte es la educación de las mujeres. Christine misma se pone como ejemplo y argumento. (XXXVI).
Esta parte se cierra con Christine dirigiéndose a las mujeres y pidiéndoles que oren por ella mientras continúa su trabajo con la Justicia para completar la ciudad.

#### Mujeres nombradas
Estas son las mujeres nombradas en la Parte II.
- Sibilas: Sibila Eritrea, la Sibila de Cumas Amaltea
- Débora
- Isabel
- La reina de Saba
- Casandra
- Basina de Turingia
- Carmenta
- Teodora
- Dripetina
- Hipsípila
- La virgen Claudina
- La Caridad romana
- Griselda[18]
- Hipsicratea
- Triaria
- Artemisa I de Caria
- Argía[19]
- Agripina la Mayor
- Julia (hija de Julio César)
- Emilia Tercia
- Jantipa
- Pompeya Paulina
- Sulpicia[20]
- Mujeres lacedemonias que salvaron a sus maridos de la ejecución
- Porcia de Catón
- Curia (esposa de Quinto Lucrecio)
- Cornelia
- Andrómaca
- María, madre de Jesús
- Estatira II
- Bitia
- Judit
- Ester
- El rapto de las sabinas
- Veturia
- Clotilde
- Catula
- Santa Genoveva
- Hortensia
- Novella d'Andréa
- Susana
- Sara
- Rebeca
- Rut
- Penélope
- Mariana
- Antonia la Menor
- Sulpicia
- Lucrecia
- Quiomara
- Hipona
- Mujeres sicambrias o merovingias
- Virginia
- Octavia
- Antonia, hija de Claudio.
- Mujeres malvadas: Atalía; Jezabel; Brunegilda de Francia
- Florencia la romana[21]
- La mujer de Bernabó de Génova[22]
- Leena
- Dido
- Medea
- Tisbe
- Hero
- Gismunda de Salerno[23]
- Isabetta de Mesina[24]
- La dama de Fayel[25]
- La castellana de Vergi[26]
- Isolda
- Deyanira
- Juno
- Europa
- Yocasta
- Medusa
- Helena de Troya
- Políxena
- Claudia Quinta
- Blanca de Castilla
- Busa de la Cannas pullesa
- Marguerite, Madre de la Rivière[27]
- Isabel de Baviera
- Juana de Armagnac
- Valentina Visconti
- Margarita de Baviera
- María de Berry
- Margarita de Borgoña
- Isabel de Valois
- María de Saboya[28]
- Ana de Borbón

### Parte III
En la Parte III, la Justicia se une a Christine para «añadir los últimos retoques» a la ciudad, como traer una reina para gobernarla, que será la Reina del Cielo: la Virgen María. Además, la Justicia nombra a Christine 25 santas, mártires en su mayoría, para que acompañen a la Virgen y sean ejemplo de «fuerza y constancia para padecer horrendos sufrimientos en defensa y gloria de su fe» (III).
Concluye su obra Christine con otro discurso dirigido a todas las mujeres en el que anuncia el final de la obra de la Ciudad de las Damas. Les suplica que defiendan y protejan la ciudad y que sigan a su reina, y les dice que la ciudad será su refugio y además un baluarte para defenderse de los ataques de sus enemigos (XIX). 

#### Mujeres nombradas
Estas son las mujeres nombradas en la Parte III.
- La Virgen María
- Las hermanas de la Virgen María, y María Magdalena
- Catalina de Alejandría
- Margarita de Antioquía
- Santa Lucía
- Martina
- Santa Lucía, diferente de la anterior
- Santa Benedicta
- Santa Fausta[29]
- Cipriano y Justina
- Eulalia
- Macra[30]
- Santa Fida
- Marciana de Mauritania[31]
- Eufemia
- Teodosiana, Bárbara y Dorotea
- Santa Cecilia
- Inés de Roma
- Águeda de Catania
- Cristina de Bolsena
- Mujeres que fueron obligadas a mirar mientras sus hijos eran martirizados: Felicia, Julita y Blandina
- Marina, virgen
- Eufrosina de Alejandría[32]
- Anastasia[33]
- Teodota[34]
- Santa Natalia de Nicomedia[35]
- Santa Afra
- Mujeres que sirvieron a los apóstoles: Drusiana, Susana, Maximilia, Efigenia, Helena de Adiabene, Plautilla o Plautilia,[36] y Basilisa.

## Temas
Hay tres temas principales en el conjunto de historias de La ciudad de las damas: «la calumnia al sexo femenino, la necesidad de educación de la mujer y el enriquecimiento de la vida espiritual como liberación». Se agrupan las historias dependiendo del origen de la personalidad o del vicio o la virtud al que estén asociadas de forma común.
Christine quiere hacer tomar conciencia de las mujeres como colectivo que debe crecer dignamente siendo más fuerte en su día a día. Para ello, ofrece esa larga exposición de modelos positivos, como un speculum en el que mirarse, a la manera de los tratados tradicionales de educación.

## Proyección
La autora quería que su obra tuviera difusión. Para ello la ofreció a personajes de alto rango. Se conservan 26 manuscritos.